# Musei (Sardenya)
Musei (en sard, Musei) és un municipi italià, dins de la província de Sardenya del Sud. L'any 2007 tenia 2.093 habitants. Es troba a la regió de Sulcis-Iglesiente. Limita amb el municipi de Domusnovas, Iglesias, Siliqua i Villamassargia.

## Administració
| Període | Identitat     | Partit        |
| ------- | ------------- | ------------- |
| 2005-   | Francesco Loi | Llista Cívica |